# 施燦光
施燦光（英語：Adoph Zimmern / She Charn Kwong），又名施澤廣、施遇文，與胞兄施炳光同為施炳光家族的奠基者，第一代香港歐亞混血兒。
施氏嫡派父系先祖為德裔英國人施文（Adolphus Hermann Christian Anton Zimmern），源自德國海德堡。父親於十九世紀中葉來香港工作，與華化混血女性葉麗金育有燦光（Adoph）及三名子女，施文與葉麗金分袂後返英，從此不曾踏足香港。炳光等皆隨母生活，故自居為華人。葉氏為上海生長之歐亞混血兒，文化上傾向華化，故子女取Zimmern之諧音而姓施氏。
燦光娶羅郭家族的羅蓮施（Mary Lowcock），生五子一女。 由於施氏家族早期人丁未盛，故施炳光及其弟燦光之子女皆統一採用大排行相稱。
燦光早年入讀拔萃書室。燦光曾任聯合交易所主席。其家族施氏家族（Zimmern）為香港著名的法律世家。施燦光子孫概況如下︰
香港保衛戰爆發，施燦光五子全部追隨堂兄施玉書（William A. Zimmern），參加香港義勇軍。其中長子施玉焜（Andrew Zimmern）、次子施玉銘（Ernest Zimmern）陣亡。
施玉銘為戰前著名木球運動員、九龍華仁書院教師。
三子施玉鑾（Frederick I. Zimmern）為施文律師行 （页面存档备份，存于）（Messrs. F. Zimmern & Co. （页面存档备份，存于））創辦人。
四子施玉瑩（Francis R. Zimmern）亦曾任聯交所主席。施玉瑩與夫人羅婉基育有五女，皆為港上混血社群之名媛。
五子施玉驄（Archibald Zimmern）為香港最高法院原訟庭按察司，與夫人羅瑤基育有一子一女。其子施文勇（Hugh Zimmern）為著名設計師。